# Schloss Wahlstatt
Schloss Wahlstatt (polnisch Pałac Blüchera w Legnickim Polu) war ein Schloss in Legnickie Pole in der Woiwodschaft Niederschlesien.

## Geschichte
Das Schloss ging auf ein klösterliches Gut zurück. Der Enkel von Gebhard Leberecht von Blücher, der 1814 zum Fürst Blücher von Wahlstatt erhoben wurde, übernahm dieses Gut 1837 und ließ ein Schloss errichten. Möglicherweise stand dies in Zusammenhang mit dem Umbau der Abtei zu einer Kadettenanstalt nach Plänen von Karl Friedrich Schinkel.
Das Schloss lag in der heutigen ul. Kossak-Szczuckiej.